# Ansgarius (Mondkrater)
Ansgarius ist ein Einschlagkrater nahe dem östlichen Rand auf der sichtbaren Mondseite. Von der Erde aus betrachtet erscheint er auf Grund der optischen Verkürzung als langgezogenes Oval, ist jedoch in Wirklichkeit nahezu perfekt kreisförmig. Er liegt südöstlich des Kraters La Pérouse und nördlich von Behaim.
Der Kraterrand von Ansgarius weist keine großen Erosionsspuren auf. Im Südwesten erscheint er eher abgeplattet und dringt in eine ältere Formation ein, von der bis auf den westlichen Rand kaum Überreste erkennbar sind. In der nordnordöstlichen Wand ragt eine kerbenartige Ausbuchtung nach außen. Die Innenwände sind terrassiert. Der Kraterboden ist relativ eben und seine Oberfläche wird nur von einigen Minikratern aufgerissen.
| Buchstabe | Position           | Durchmesser | Link |
| --------- | ------------------ | ----------- | ---- |
| B         | 11,99° S, 84,15° O | 33 km       |      |
| C         | 14,79° S, 74,82° O | 16 km       |      |
| M         | 11,24° S, 78,78° O | 8 km        |      |
| N         | 11,92° S, 81,16° O | 10 km       |      |
| P         | 13,06° S, 75,66° O | 10 km       |      |

## Weblinks

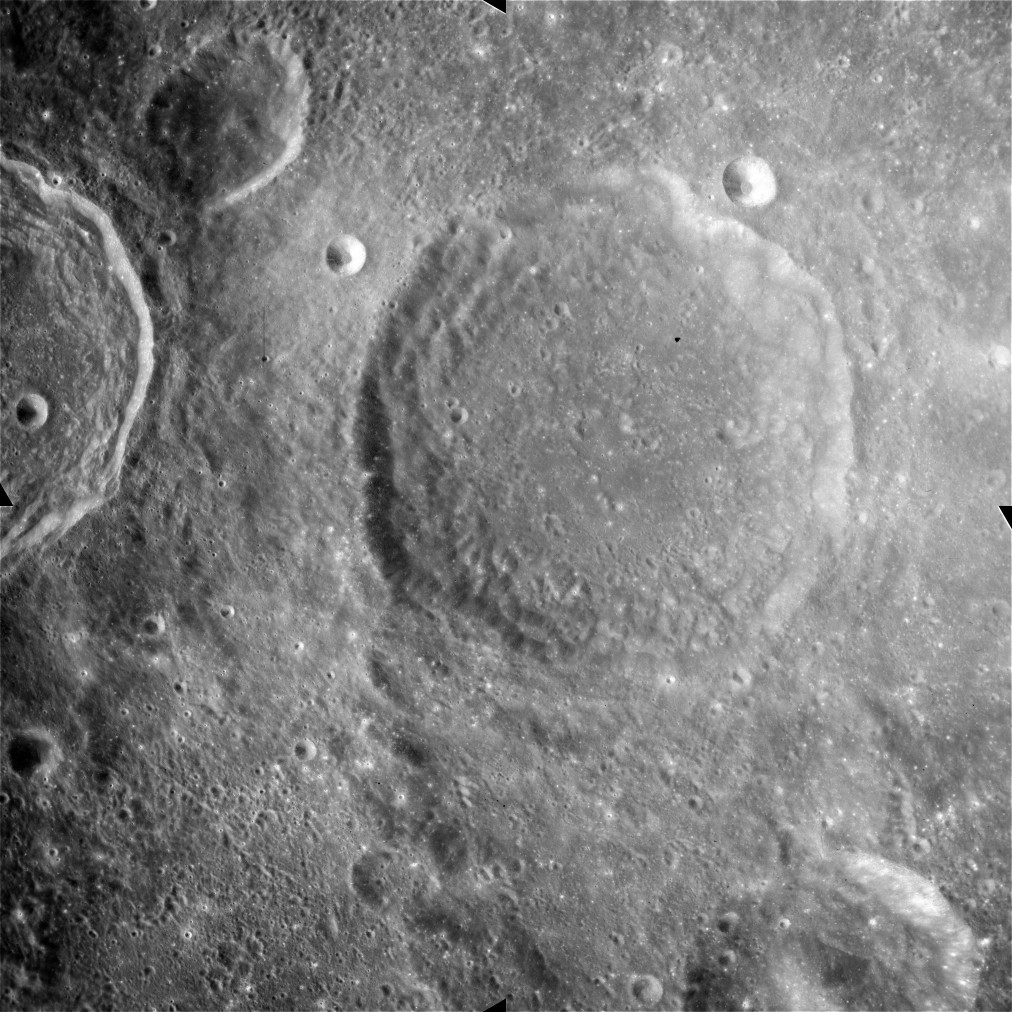
Krater Ansgarius, aufgenommen von Apollo 15